# ویتلیش
شهر ویتلیش (به آلمانی: Wittlich) در ایالت راینلند-فالتز در کشور آلمان واقع شده‌است.